# Magyar LMBT-filmek listája
Ez a lista azokat a magyar készítésű filmeket sorolja fel időrendben (a koprodukciókat is beleértve), amelyekben a leszbikus, meleg, biszexuális vagy transznemű (LMBT) téma jelentős szerepet kap.

## 1931-1940
- Lila akác (f.f. zenés filmvígjáték, 1934, r. Székely István) Port.hu
- Két lány az uccán (f.f. filmdráma, 1939, r. André De Tóth) Port.hu

## 1941-1950
- Egy szoknya, egy nadrág (f.f. filmvígjáték, 1943, r. Hamza D. Ákos, segédrendező: Máriássy Félix) Port.hu

## 1971–1980
- Hangyaboly (tv-film/tv-játék, 1971, r. Fábri Zoltán) Port.hu, Háttér
- Magánbűnök, közerkölcsök (olasz–jugoszláv történelmi dráma, 1976, 95 perc, r. Jancsó Miklós) Port.hu
- A kedves szomszéd (filmdráma, 1979, 96 perc, r. Kézdi-Kovács Zsolt) Port.hu

## 1981–1990
- Egymásra nézve (filmdráma, 1982, 111 perc, r. Makk Károly) NFI, Port.hu, Mafab, IMDb, Háttér
- Redl ezredes I–II. (magyar–osztrák–NSZK filmdráma, 1985, 160 perc, r. Szabó István) Port.hu, IMDb, Háttér
- Bebukottak (dokumentumfilm, 1985, r. Monori M. András) Port.hu, Háttér
- Hótreál (filmdráma, 1987, 84 perc, r. Szabó Ildikó) Port.hu
- Mielőtt befejezi röptét a denevér (filmdráma, 1989, 94 perc, r. Tímár Péter) NFI, Port.hu, Mafab, Háttér

## 1991–2000
- Édes Emma, drága Böbe (nagyjátékfilm, 1991, r. Szabó István) Port.hu, Háttér
- Belső párbeszéd: El Kazovszkij világában (dokumentumfilm, 1991, r. B. Farkas Tamás) Háttér
- Testi munka (dokumentumfilm, 1992, r. Lázs Sándor–Pálfi Balázs)
- Csókkal és körömmel (nagyjátékfilm, 1994/1995, r. Szomjas György) Port.hu, Háttér
- Érzékek iskolája (r.: Sólyom András, 86 perc, 1996)
- Bulandzsiuk (dokumentumfilm, 1999, 39 perc, r. Méry Zsuzsa) Port.hu
- Nincsen nekem vágyam semmi (nagyjátékfilm/filmdráma, 1999, 80 perc, r. Mundruczó Kornél) Port.hu, Háttér
- Mihez kezdjen egy fiatal leszbikus a nagyvárosban? (kisjátékfilm, 2000, 14 p., r. Katrin Kremmler)
- Macerás ügyek (nagyjátékfilm, 2000, r. Hajdú Szabolcs) Port.hu, Háttér

## 2001–2010

### 2002
- <cím nélkül> (riportfilm, 2002, r. Lázs Sándor, bemutatta az RTL Klub XXI. század c. sorozatában) RTL Klub, Pride.hu

### 2003
- A rózsaszín görény (krimiparódia, játékfilm; 2003, 50 p., r. Katrin Kremmler) Port.hu, Háttér
- Halállal lakoljanak? (dokumentumfilm, 2003, 55 p., r. Frivaldszky Bernadett) Otkenyer.hu Port.hu, Háttér

### 2004
- Puszta Cowboy (kisjátékfilm, 2004, 10 p., r. Katrin Kremmler) Háttér
- Merlin Farsang (dokumentumfilm, 2004, 10 p., készítők: Muszter – Takács Mária)
- Dámák fársángja (dokumentumfilm, 2004, r. B. Bernadett, Muszter Eszter) Háttér
- Nem szabad (videóklip, 2004, 5 p., készítők: Noár – Muszter)
- Kegyetlen nő harci kutyával (kisjátékfilm, 2004, 13 p., r. Tímár Magdi) Háttér
- Eklektika Tánciskola (dokumentumfilm, 2004, 17 p., r. Takács Mária)
- Mint a méhecskék (dokumentumfilm, 2004, 43 p., r. Fógel Katalin) Port.hu
- Csodálatos Júlia (játékfilm, 2004, 104 p., r. Szabó István) Port.hu IMDb

### 2005
- Zarándoklat a Kecskerúzs földjére (dokumentumfilm, 2005, 36 p., készítők: Cilin, Ágota, Mari és a zarándokok) Háttér
- Elsőbálozók (dokumentumfilm, 2005, 25 p., r. Muszter) Háttér
- A Kertbeny-sztori (dokumentumfilm, 2005, r. Douglas Conrad) Háttér

### 2006
- A fásli, a zokni és a szőr (dokumentumfilm, 2006, 45 p., alkotók: Dédé–Muszter–Noár–Mari) Port.hu
- Bán és Bánkódás (falusi románc) (2006, 50 p., r. Bódis Kriszta) Port.hu Háttér-hír Index
- Férfiakt (romantikus dráma; játékfilm, 2006, 90 p., r. Esztergályos Károly) Port.hu Háttér-hír
- Dolina – Az érsek látogatása (játékfilm, 2006, 122 p., r.: Kamondi Zoltán) Port.hu, Mások (1)[halott link], Mások (2)[halott link]

### 2008
- Pánik (romantikus vígjáték, 2008, 94 p., r.: Till Attila) Port.hu Mások[halott link]
- Kaméleon (szélhámosfilm, 2008, 103 p., r.: Goda Krisztina) Port.hu
- Intim fejlövés (játékfilm, 2008, 73 p., r.: Szajki Péter) Port.hu, Háttér

### 2009
- Eltitkolt évek (magyar dokumentumfilm, 2009, 90 p., r.: Takács Mária) Port.hu a film honlapja trailer

## 2011–2020

### 2013
- Coming out (vígjáték, 2013, 96 p., r.: Orosz Dénes)

### 2014
- Viharsarok (magyar-német filmdráma, 2014, 115 p., r.: Császi Ádám)

### 2015
- Meleg Férfiak, Hideg Diktatúrák (dokumentumfilm, 2015, 90 p., r.: Takács Mária)

### 2016
- Szép alak (kisjátékfilm, 2016, 15 p., r.: Kis Hajni)

### 2018
- Anyák napja (kisjátékfilm, 2018, 14 p., r.: Vermes Dorka)

### 2020
- Anyáim története (dokumentumfilm, 2020, 75 p., r.: Dér Asia, Haragonics Sára) PORT.hu, Mafab, IMDb2021

## 2021–2030

### 2021
- Tobi színei magyar dokumentumfilm,  2021, 81 p., r: Bakony Alexa

### 2023
- Fanni kertje (dokumentumfilm, 2023, 83 p., r.: Somogyvári Gergő) Mafab IMDb [1]
- Keskeny út a boldogság felé (dokumentumfilm, 2023, 82 p., r.: Oláh Kata) Port.hu, IMDB[2][3][4][5]

## Külső hivatkozások
- Bilsiczky Balázs: Melegsorsok a magyar filmben
- Száztizenegy melegfilm – 1. rész[halott link] (Mások, 2006. március), 2., befejező rész[halott link] (Mások, 2006. április) – magyar és nemzetközi filmek
- Háttér Archívum – Filmek (kb. 350 film ismertetője) – magyar és nemzetközi filmek